# Mischa Kuball

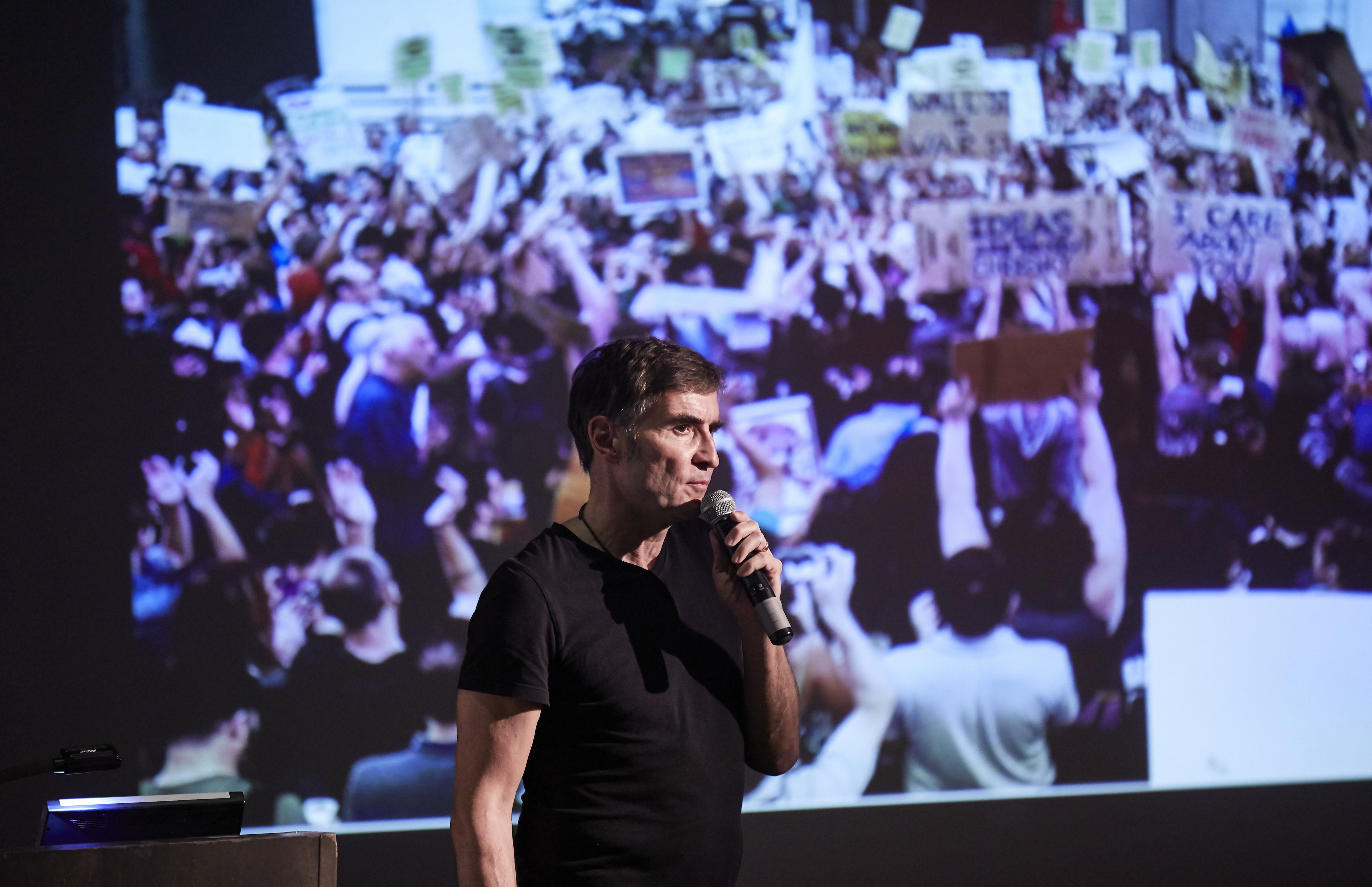
Mischa Kuball am 20. März 2018 an der New York University

Mischa Kuball (* 20. September 1959 in Düsseldorf) ist ein deutscher Konzeptkünstler und arbeitet seit 1977 im öffentlichen und institutionellen Raum.
Seit 2007 ist Mischa Kuball Professor für public art an der Kunsthochschule für Medien, Köln, assoziierter Professor für Medienkunst an der Hochschule für Gestaltung/ZKM in Karlsruhe und seit 2015 Mitglied der Akademie der Wissenschaften und Künste NRW in Düsseldorf.

## Leben und Werk
1990 erhielt er den Förderpreis ars viva vom Kulturkreis im Bundesverband der Deutschen Industrie in Köln sowie 1991 ein Stipendium für zeitgenössische Fotografie der Alfried Krupp von Bohlen und Halbach-Stiftung aus Essen. Der Förderpreis des Landes Nordrhein-Westfalen für Bildende Kunst wurde ihm 1992 verliehen. Er erhielt mehrere Stipendien, u. a. 1996 in Bonn das Arbeitsstipendium der Stiftung Kunstfonds, 1997 in New York der Stiftung Kunst und in Düsseldorf der Kultur NRW sowie ein Arbeitsstipendium für Brasilien und Japan des Ministeriums für Familie, Stadtentwicklung und Kultur NRW in Düsseldorf. 1998 steuerte er den deutschen Beitrag auf der 24. Biennale von São Paulo bei und bekam ein Stipendium der Villa Massimo in Rom. Im Januar 2016 wurde Kuball mit dem Deutschen Lichtkunstpreis ausgezeichnet, der von der Robert Simon Kunststiftung im Kunstmuseum Celle vergeben wird.
Er war 1999/2000 Gastprofessor an der Hochschule für Grafik und Buchkunst Leipzig zum Thema „Licht und Raum“. 2004 hatte er eine Vertretungsprofessur an der Staatlichen Hochschule für Gestaltung Karlsruhe, Fachbereich Medienkunst, inne, sowie von 2005 bis 2008 eine reguläre Professur, wo er mit Studierenden das Format ‚1A18’ gründete. Seit Oktober 2007 ist er Professor für Medienkunst an der Kunsthochschule für Medien Köln (KHM). 2007 erfolgte die Gründung des studentischen Projektes -1/MinusEins Experimentallabor an der KHM sowie Kooperationen mit Institutionen im In- und Ausland.
2010 realisierte er im Rahmen der RUHR.2010 – Kulturhauptstadt Europas das partizipatorische Projekt NEW POTT mit Familien aus ca. 100 Nationen, die in der Metropole Ruhr leben, u. a. mit den Kunstsammlungen der Ruhr-Universität Bochum. Zu dem Projekt ist 2011 der Reader „New Pott: Neue Heimat im Revier“ erschienen. Ein begleitender Tagungsband: „New Relations in Art and Society“ wurde 2012 von Fridericke Wappler herausgegeben.
Unter dem Titel „public preposition“ realisiert Mischa Kuball seit 2009 eine Serie von Installationen im öffentlichen Raum: Venedig 2009, Marfa 2009, Toronto 2011, Bern 2011, Wolfsburg 2012, Jerusalem 2012, Katowice 2012, Christchurch 2012. Die „public prepositions“ spiegeln Mischa Kuballs anhaltendes Interesse an einer künstlerischen Auseinandersetzung mit abstrakten Formen und symbolischer Kommunikation. „Preposition“ bezieht sich hier auf die syntaktische Funktion der Präposition und beschreibt für die Werke eine Mittelposition zwischen den historisch und sozial konnotierten Orten sowie der künstlerischen Intervention.
2013 zeigte Kuball zusammen mit dem US-amerikanischen Künstler Anthony McCall im Faena Arts Center im Stadtteil Puerto Madero von Buenos Aires in Argentinien die Lichtinstallation El-Aleph. 2015 wurde er in die Nordrhein-Westfälische Akademie der Wissenschaften und der Künste gewählt.
Vom 20. November 2016 bis zum 30. April 2017 zeigte das Kirchner Museum Davos seine Rauminstallation „Licht auf Kirchner“, in der er sich mit seinen künstlerischen Mitteln mit den Werken des Malers Ernst Ludwig Kirchner auseinandersetzte. 2021 war seine Installation BLACKOUT mit blendend weißem, pulsierendem Licht im Skulpturenmuseum Glaskasten in Marl zu sehen.
2016 wurde er mit dem Deutschen Lichtkunstpreis der Robert Simon Kunststiftung im Kunstmuseum Celle ausgezeichnet.

## Auszeichnungen und Ehrungen
- 2016 – Deutscher Lichtkunstpreis, Celle

## Einzelausstellungen (Auswahl)

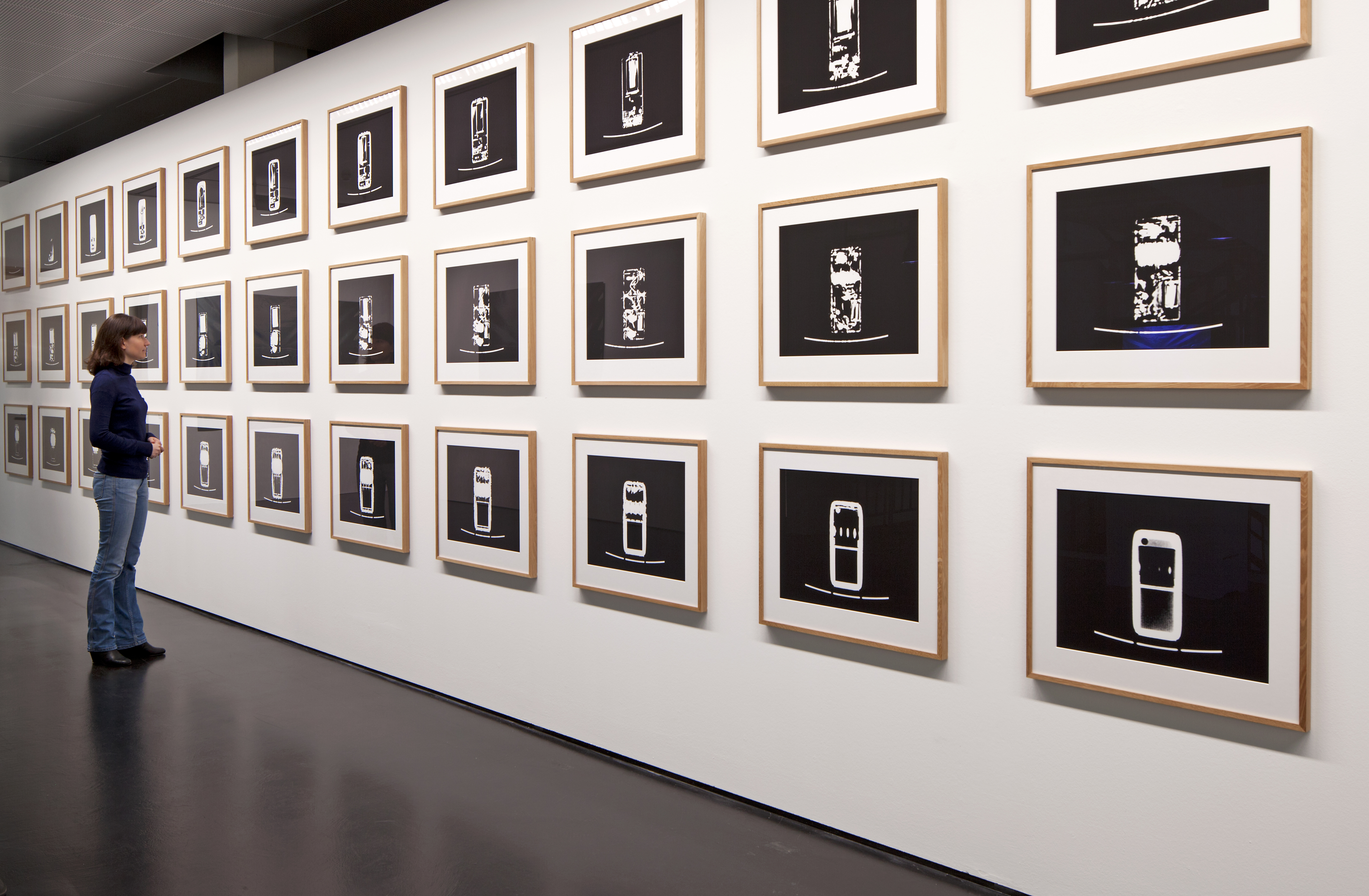
Platon's mirror, ZKM Karlsruhe, 2011

- 2023/24: Mischa Kuball. Light_Poesis, Skulpturenpark Waldfrieden
- 2021/22: auf 3 Etagen: ReferenzRäume,[7] Museum Morsbroich, Leverkusen
- 2021: BLACKOUT, Skulpturenmuseum Glaskasten, Marl
- 2021: ReferenzRäume, Kunstmuseum Wolfsburg, Wolfsburg
- 2017/19: res·o·nant, Jüdisches Museum Berlin, Berlin
- 2016/17: Licht auf Kirchner, Kirchner Museum, Davos
- 2012: Platon’s Mirror, MNAC – National Museum of Contemporary Art, Bukarest; SAMSI – Sofia Arsenal Museum of Contemporary Art, Sofia; Central Saint Martins College of Art & Design, London; Museum of Contemporary Art, Lissabon; Kunsthalle Düsseldorf
- 2011: Platon’s mirror, ZKM Karlsruhe, Artspace Sydney, Jagiellonen University Krakau
- 2011: Light Bridge, Museum an der Westküste, Alkersum/Föhr / D
- 2010: Mischa Kuball: NEW POTT, Kunstsammlungen der RUB, Campusmuseum. Sammlung Moderne, Bochum
- 2010: Emscherkunst.2010 mit dem Projekt Lichtinstallation der Klärbecken & Catch as catch can[8]
- 2010: Marfa, Texas, Artist in Residence
- 2010: Toyota Municipal Art Museum, Toyota
- 2008: Projektion Ruhr - IBA Emscher Park. Un laboratoire urbain
- 2008: CityPortrait, Contemporary Art Museum, Toyota
- 2008: Re:Mix / Broca II (Letters/Numbers), Experimental Art Foundation, Adelaide
- 2008: Privates Licht für die Ráday Utca, Goethe-Institut Budapest
- 2007: ReMix/Broca II (Letters/Numbers), ZKM | Museum für Neue Kunst, Karlsruhe
- 2007: mies-mies, Zentrum für Internationale Lichtkunst, Unna. Die drei ausgestellten Arbeiten zeigen Fotografien auf Leuchtkästen und beziehen sich auf den Barcelona-Pavillon (1929) von Mies van der Rohe.[9]
- 2005: space – speed – speech, Gallery of Modern Art, Glasgow
- 2005: Flash Planet 2005, IMA, Institute of Modern Art, Brisbane
- 2005: Lucky Number. Neue Projektionen, Museum für Gegenwartskunst Siegen
- 2004: City thru Glas / Düsseldorf – Moscow – Düsseldorf, VC6xMAM – Virgin Cinemas Roppongi Hills x Mori Art Museum Collaboration, Tokio
- 2003: City thru Glass, State Tretyakov Gallery
- 2003: Seven Virtues, Diözesanmuseum Limburg, Lahn
- 2003: Utopie / Black Square 2001ff., Kunstsammlungen der Ruhr-Universität Bochum
- 2003: Utopie / Black Square 2001ff. / Speed Suprematism, halle_für_kunst Lüneburg
- 2003: Stadt durch Glas / Düsseldorf – Moscow – Düsseldorf, K20, Kunstsammlung Nordrhein-Westfalen, Düsseldorf
- 2002: Public Eye, Kunstmuseum Bonn, Bonn
- 2001: Yellow Marker, Bönen, Kamp-Lintfort, IBA LandArt Project (Permanent Installation)
- 2001: Metasigns, Jena, Holzmarkt (Permanent Installation)
- 2001: ein fenster, Johanneskirche Düsseldorf
- 2000: urban context, Projekt. Bunker Lüneburg, Lüneburg
- 2000: public stage, Staatliche Galerie Moritzburg, Halle
- 2000: SIX-PACK-SIX, Museum Folkwang at RWE-Tower, Essen
- 2000: Projektionsraum 1:1:1 / Farbraum, Museum Folkwang, Essen
- 2000: ein fenster, Johanneskirche Düsseldorf
- 1999: project rooms, Chicago Cultural Center, Chicago, Galerie für Zeitgenössische Kunst; LeipzigMuseum of Installation, London/UK
- 1999: Kaleidoscope, HGB Leipzig/D
- 1999: Power of Codes, Tokyo National Museum, Tokyo/J
- 1999: greenlight, Montevideo (Public Project), Montevideo/UR
- 1998: project rooms, Kabinett für aktuelle Kunst, Bremerhaven; Kölnischer Kunstverein, Köln; Stadtgalerie Saarbrücken in der Stiftung Saarländischer Kulturbesitz, Saarbrücken
- 1998: Tower of Power, Herrenhäuser Turm / in Kooperation mit dem Sprengel Museum Hannover
- 1998: Private Light/Public Light, Beitrag zur 24. Biennale von São Paulo
- 1997: In alphabetical order, Museum Boijmans van Beuningen, Rotterdam
- 1997: project rooms, BM contemporary Art Center, Istanbul
- 1996: Moderne, rundum/Vienna Version, Museum moderner Kunst Stiftung Ludwig Wien
- 1995: Rotierenderlichtraumhorizont, Wandelhalle, Deutzer Brücke, Köln
- 1995: PROJEKTIONEN/REFLEKTIONEN; Kunst-Station Sankt Peter, Köln
- 1995: Worldrorschach-Rorschachworld, Diözesanmuseum, Köln
- 1994: Kunstverein Rheinlande und Westfalen, Düsseldorf
- 1994: No-Place, Sprengel Museum Hannover
- 1994: Bauhaus-Block, Heidelberger Kunstverein
- 1993: Double Standard, Stichting de Appel, Amsterdam
- 1993: Bauhaus-Block, Museum Folkwang, Essen
- 1992: Projektionsraum 1:1:1, bei Konrad Fischer Düsseldorf
- 1992: Bauhaus-Block, am Bauhaus Dessau
- 1991: Bauhaus I, Neue Kunst im Hagenbucher, Heilbronn
- 1991: Blaupause, Städtisches Museum, Mülheim a. d. Ruhr
- 1991: Welt/Fall, Haus Wittgenstein, mit Vilém Flusser, Wien
- 1988: Neuer Berliner Kunstverein, Berlino
- 1987: Städtische Galerie im Museum Folkwang, Essen
- 1984: Dia-Cut, Städtische Galerie, Düsseldorf

## Arbeiten im öffentlichen Raum

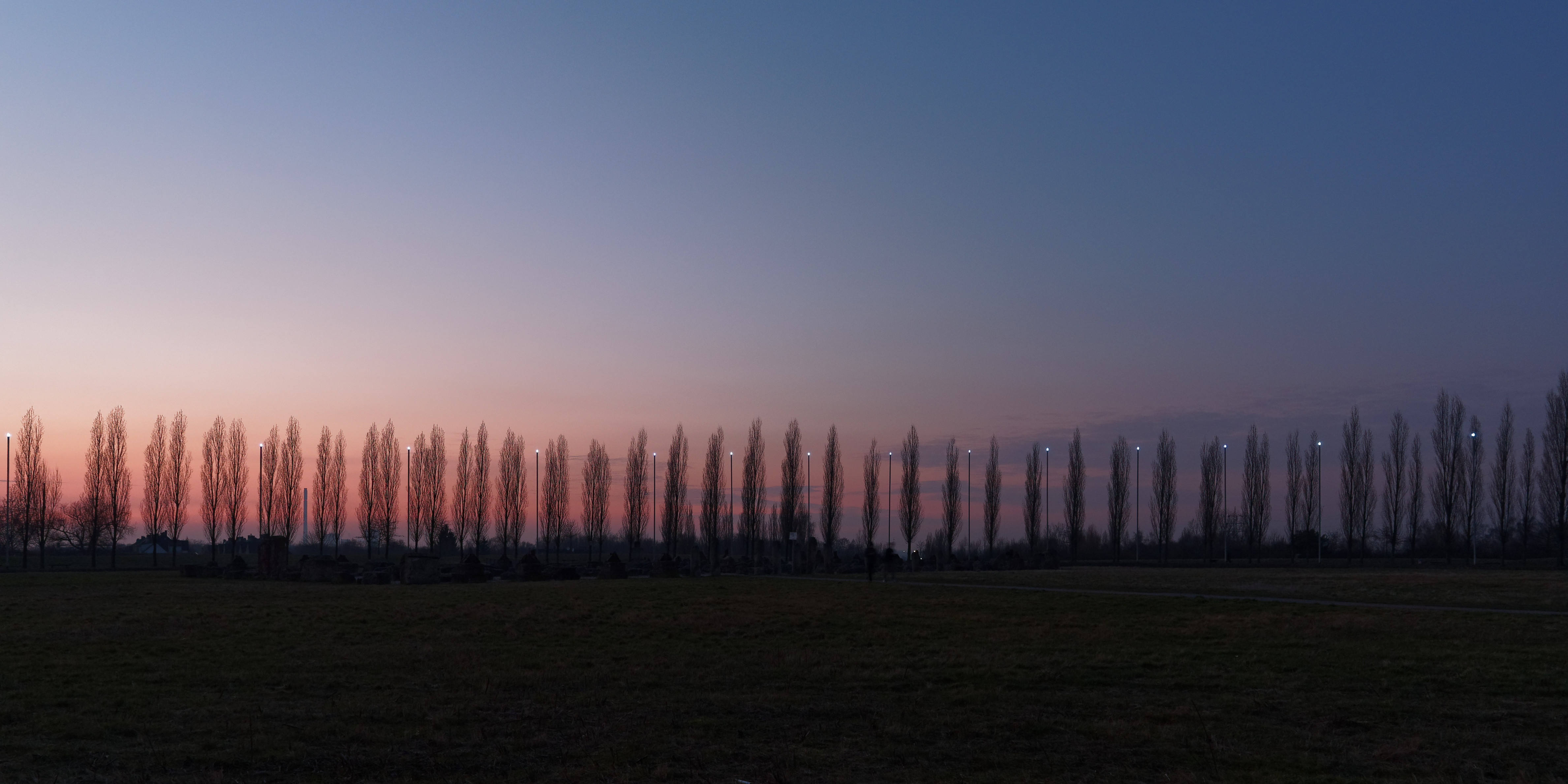
Blaues Lichtoval

- 1990: Megazeichen, Mannesmann-Hochhaus, Düsseldorf
- 1994: Refraction House, Synagoge Stommeln
- 1999: Blaues Lichtoval, Akademie Mont Cenis, Herne
- 2003/2005: Leuchtschriften an der Universitätsbibliothek der Ruhr-Universität Bochum[10]
- 2012: MetaLicht, Bergische Universität Wuppertal
- 2013/2014/2015: Solidarity Grid, Park Terrace, Christchurch, Neuseeland[11]
- 2023/24: missing link_, Kasernenstraße 67, Düsseldorf[12]

## Publikationen
- Karin Stempel (Hrsg.): Private light, public light. Deutscher Beitrag zur 24. Biennale São Paulo 1998. Cantz, Ostfildern-Ruit 1998, ISBN 3-89322-504-8.
- Florian Matzner (Hrsg.): … in progress – Mischa Kuball. Projekte 1980 – 2007. Hatje Cantz, Ostfildern 2007, ISBN 978-3-7757-1926-1.
- Mischa Kuball, Harald Welzer (Hrsg.): New Pott: Neue Heimat im Revier. JRP Ringier, Zürich 2011, ISBN 978-3-03764-138-5.
- Stiftung Wilhelm Lehmbruck Museum Duisburg (Hrsg.). "New Pott: neue Heimat im Revier." Ausst.-Kat. Wilhelm Lehmbruck Museum, Duisburg 22. Februar – 11. Mai 2014. Duisburg 2014, ISBN 978-3-03764-138-5.
- Vanessa Joan Müller (Hrsg.): "Mischa Kuball - public preposition". DISTANZ Verlag, Berlin 2015, ISBN 978-3-95476-114-2.
- Mischa Kuball, res.o.nant, hrsg. von / ed. by Gregor H. Lersch, Léontine Meijer-van Mensch. Berlin. Contributions by Christoph Asendorf, Juan Atkins, Horst Bredekamp, Diedrich Diederichsen, Kathrin Dreckmann, Shelley Harten, Norman Kleeblatt, Alexander Kluge, Daniel Libeskind, Gregor H. Lersch, Léontine Meijer-van Mensch, W. J. T. Mitchell, Hans Ulrich Reck, Richard Sennett, Peter Weibel, Lawrence Weiner, John C. Welchman, Alena J. Williams; Sternberg Press, Copublished with the Jüdisches Museum Berlin, Design by Double Standards, Stefanie Schwarzwimmer, 2019, English, ISBN 978-3-95679-496-4
- Draiflessen Collection, "Emil Nolde - a critical Approach by Mischa Kuball", Autoren: Astrid Becker, Felix Ensslin, Sabine Fastert, Jens Kastner, Nicole Roth, Barbara Segelken, Wolfgang Ullrich im Gespräch mit Mischa Kuball, dcv, ISBN 978-3-947563-98-2 (DE), ISBN 978-3-96912-006-4 (EN), ISBN 978-3-96912-007-1 (NL).